# Pternistis harwoodi
El francolín de Harwood (Pternistis harwoodi) es una especie de ave galliforme de la familia Phasianidae endémica de Etiopía.

## Descripción
Es un ave de hábitos terrestres con la cola corta. El francolín de Harwood mide entre 30 y 34 cm de longitud total. El plumaje de sus partes superiores es pardo grisáceo veteado mientras que el de su cuello y las inferiores tiene un aspecto escamado en tonos blanquecinos y negros. Tiene rojos el pico y una carúncula en el lorum y alrededor de los ojos. Ambos sexos son de coloración similar, aunque las hembras son más claras y tienen la zona anteada del vientre más amplia.

## Distribución y hábitat

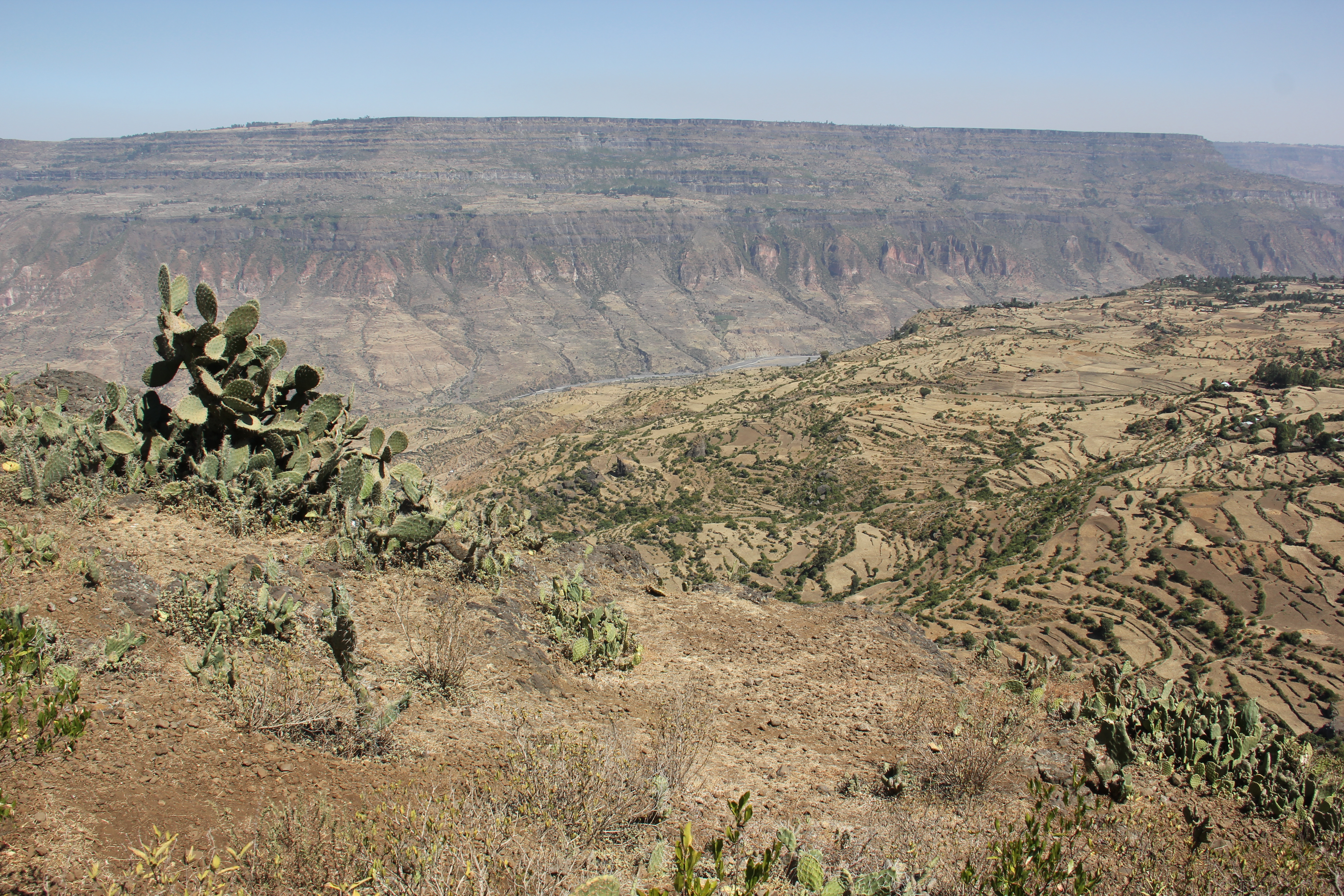
El francolín de Harwood tiene una distribución muy limitada pero es común en algunos lugares, como aquí en el valle del río Jemma, un afluente del Nilo Azul.

El francolín de Harwood se encuentra solo en las regiones montañosas de Etiopía, con una distribución restringida al macizo etíope a ambos lados del Nilo azul entre el lago Tana y la confluencia del río Jamma, además de los afluentes entre estos puntos. Originalmente habitaba en los lechos de espadañas que crecen alrededor de los cursos de agua y los bosques de acacias, aunque en un estudio de 1996 se lo encontró en emplazamientos distintos a ambos. Está amenazado por la pérdida de hábitat y está siendo empujado a los bordes de las zonas de matorral en los márgenes de sus hábitats preferidos. El francolín de Harwoodi ha sido extensamente cazado para consumir su carne y también se consumen sus huevos.